# Eilema aspersa
Eilema aspersa là một loài bướm đêm thuộc phân họ Arctiinae, họ Erebidae.